# Covalente binding

Verschillende covalente bindingen

Een covalente binding of atoombinding is een chemische binding tussen atomen, waarin de atomen een of meer gemeenschappelijke elektronenparen hebben. Atomen van niet-metalen gaan covalente bindingen met elkaar aan. Deze vorm van chemische binding vormt moleculen en samengestelde ionen. De vuistregel is dat volgens de definitie van Linus Pauling een covalente binding optreedt bij een verschil ΔEN in elektronegatieve waarde EN kleiner dan 1,6 à 1,7 tussen de samenstellende atomen.

## Reguliere covalente binding
De covalente binding tussen twee identieke atomen is apolair, ΔEN = 0. Een voorbeeld hiervan is zuurstofgas O2. De covalente binding tussen niet-identieke atomen is polair. De sterkte van de polariteit hangt af van het verschil in elektronegativiteit tussen beide atomen. Atoombindingen met ΔEN waarden kleiner dan 0,4 hebben in de meeste gevallen een apolair karakter. Atoombindingen met ΔEN waarden tussen 0,4 en 1,7 zijn in de meeste gevallen polair. Een voorbeeld hiervan is de sterk polaire O-H-binding met ΔEN = 1,4 die men in water en alcoholen aantreft.
Bij de vorming van een covalente binding komt energie vrij, de bindingsenthalpie.

## Datieve covalente binding

### Datieve covalente binding of donor-acceptorbinding
Er bestaat behalve de normale covalente binding ook de datieve covalente binding of donor-acceptorbinding, waar een van de twee gebonden atomen beide bindingselektronen levert. Dit is bijvoorbeeld het geval bij het hexacyanoferraation Fe(CN)63−. Een dergelijke binding wordt soms voorgesteld door middel van een pijl gericht van de donor naar de acceptor.

### Semi-polaire datieve covalente binding
Bij de semi-polaire datieve covalente binding met een meer elektronegatief atoom zorgt het minst elektronegatieve atoom voor een gemeenschappelijk elektronenpaar, zoals in stikstofpentoxide N2O5 en waterstofchloriet. Hierdoor stijgt het oxidatiegetal van de donor met twee eenheden.

### Coördinatief datieve covalente binding
Bij de coördinatief datieve covalente binding wordt ook een elektronenpaar uit een atoom gemeenschappelijk gesteld, maar is het het meest elektronegatieve atoom dat dit doet. De acceptor is meestal een proton of een metaalion. In het oxoniumion en het ammoniumion komt een dergelijke binding voor.

## Types

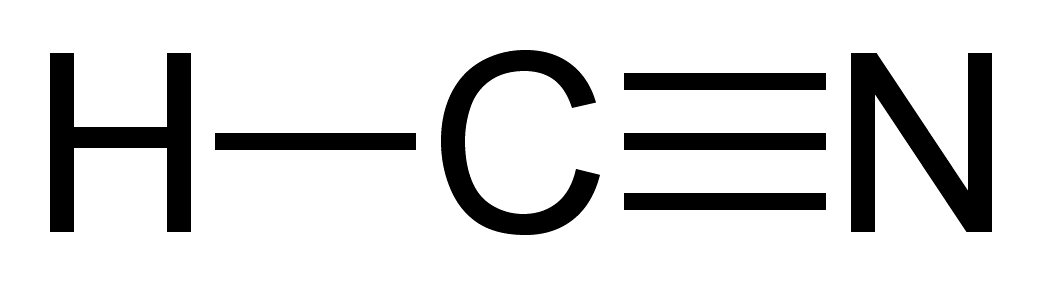
In waterstofcyanide komt een enkelvoudige binding tussen H en C en een drievoudige binding tussen C en N voor.

Er zijn verschillende niveaus van bindingen die atomen kunnen aangaan, een:
- enkelvoudige binding, doorgaans een sigma-binding, dit is de eerste binding die optreedt
- dubbele binding, een combinatie van een sigma-binding en een pi-binding
- drievoudige binding, een combinatie van een sigma-binding en twee pi-bindingen
- viervoudige binding
- vijfvoudige binding
- zesvoudige binding

De bindingsenergie neemt toe naarmate er meer bindingen tussen twee atomen zijn.
In de organische chemie worden dubbele bindingen bijvoorbeeld aangetroffen in alkenen en een drievoudige bindingen in alkynen.

## Theorieën
De covalente bindingen worden theoretisch beschreven door de:
- lewistheorie,
- molecuulorbitaaltheorie,
- valentiebindingstheorie en
- valentieschil-elektronenpaar-repulsie-theorie of VSEPR-theorie.